# Mike Bodenstein
Mike Bodenstein (* 17. September 1978) ist ein ehemaliger deutscher Fußballspieler.

## Karriere
Mike Bodenstein wechselte 1995 von der SG Mußbach zum Karlsruher SC, bei dem er zunächst in der Jugend spielte und am 17. August 1996 sein Debüt für die Amateurmannschaft (Regionalliga Süd) gab. Fortan hatte der Offensivspieler regelmäßige Einsätze bei den KSC-Amateuren zu verzeichnen. Am 5. April 1997 feierte er auch in der von Winfried Schäfer trainierten Bundesligamannschaft seinen Einstand. Bis zum Saisonende kam er noch auf drei Erstligaeinsätze. Zu Beginn der Saison 1997/98 gehörte er fest zum Profikader. Bodenstein kam aber nur noch zu einem weiteren Einsatz in der ersten Liga. Im Regionalliga-Team musste er sich des Öfteren mit der Rolle des „Jokers“ begnügen. Im Herbst 1998 erfolgte ein Wechsel zum VfR Mannheim. Beim VfR, der wie die KSC-Amateure in der Regionalliga Süd antrat, konnte sich Bodenstein einen Stammplatz erkämpfen und kam bis Saisonende noch auf 18 Einsätze, in denen er sechs Tore erzielte. Dann erlitt er einen Kreuzbandriss und konnte in der Folgesaison kein Ligaspiel bestreiten. 2000/01 gab er sein Comeback und war schon bald wieder in der Stammelf gesetzt. Seine Bilanz in dieser Saison waren elf Tore, womit er Zweiter in der internen Torschützenliste, hinter seinem Sturmpartner Michael Petry (12 Tore), wurde. Nach dieser für ihn erfolgreichen Saison ereilte ihn erneut das Verletzungspech: Wegen eines Knorpelschadens im Knie musste Mike Bodenstein seine höherklassige Fußballkarriere beenden.
Aktuell spielt Bodenstein in der A-Klasse Südpfalz im Landauer Stadtteil Wollmesheim, bei dem hier ansässigen TuS 1913 Wollmesheim. Meist aber hilft er in der 2. Mannschaft aus in der C-Klasse Südpfalz West.

### Statistik
| Liga         | Spiele (Tore) |
| ------------ | ------------- |
| Bundesliga   | 04 0(0)       |
| Regionalliga | 78 (19)       |
| Wettbewerb   |               |
| DFB-Pokal    | 02 0(0)       |